# Václav Nývlt
Václav Nývlt (28. září 1930 Červený Kostelec – 16. srpna 1999 Praha) byl český scenárista a dramaturg, autor více než 90 televizních a filmových děl.
Vystudoval grafickou průmyslovku v Brně a dramaturgii na FAMU. Spolupracoval s mnoha režiséry, zejména Jiřím Menzlem (Ostře sledované vlaky, Rozmarné léto), Ladislavem Rychmanem (Hvězda padá vzhůru), Vojtěchem Jasným (Všichni dobří rodáci), Františkem Vláčilem (Dým bramborové natě). S Vláčilem vytvořil také svůj poslední film Mág o životě Karla Hynka Máchy. Nývlt pomohl realizovat filmy jako Skřivánci na niti nebo Perličky na dně, když přivedl k filmu Bohumila Hrabala. Pro divadlo také zdramatizoval jeho díla Bambini di Praga (1978), Ostře sledované vlaky (1980), Něžný barbar (1981) a Taneční hodiny pro starší a pokročilé (1984). Nývltova poslední práce, scénář k Hrabalovu románu Obsluhoval jsem anglického krále, zůstala nerealizována.
„Neskonalé úsilí, zásadovost a nezlomný charakter Nývlta nebude nikdy zapomenut ve vzpomínkách a dějinách filmu,“ řekl po jeho smrti režisér Jiří Krejčík.